# Station Wien Spittelau
Wien Spittelau is een voorstadsstation in het district Alsergrund van de Oostenrijkse hoofdstad Wenen. Het station werd geopend op 7 oktober 1995 en vormt samen met het U-Bahn-Station Spittelau een OV-knooppunt.